# BOT Aircraft Speed Cruiser
Der SC07 Speed Cruiser ist ein Ultraleichtflugzeug des Herstellers B.O.T. Aircraft und wird am Flugplatz Oerlinghausen bei Bielefeld hergestellt. Die Maschine wurde als Reisemaschine konzipiert. Ein besonderes Merkmal des Entwurfs ist die vergleichsweise große Kabinenbreite. Seit 2009 ist die Speed Cruiser in Deutschland zugelassen.

## Konstruktion
Der SC07 Speed Cruiser ist ein dreiachsgesteuertes Ultraleichtflugzeug in Karbon-Bauweise. Der freitragende Hochdecker besitzt nach oben schwingenden Flügeltüren und wurde bis 600 Kilogramm getestet. Seit Herbst 2011 wird der Speed Cruiser, neben dem bei Ultraleichtflugzeugen üblichen Rotax 912 ULS mit 100 PS, auch mit dem modernen LF26 des belgischen Herstellers D-Motor angeboten. Der LF26 ist mit einer elektronischen Mehrfeldeinspritzung und elektronischer Doppelzündung ausgerüstet. Der Vierzylinder-4-Takter zeichnet sich durch eine leichte Bauweise und ein hohes Drehmoment dank großem Hubraum aus. Der Motor leistet 80 PS bei einer Drehzahl von 2900/min. Durch die niedrige Drehzahl kann der LF26 ohne Getriebe betrieben werden.
Den Speed Cruiser gibt es sowohl mit Doppelsteuer, als auch mit einem zentralen Steuerknüppel zwischen den Sitzen (Siehe Rollstuhl-Version). Bei der Version mit zentralem Steuerknüppel ist der Gashebel seitlich der Sitze angebracht und kann mit der freien Hand bedient werden.
Die Klappen sind elektrisch betrieben und lassen sich in drei Stufen ausfahren, wobei die maximale Klappenstellung von 42° eine Sinkrate von 10 m/s ermöglicht. Das Flugzeug wird grundsätzlich mit einem Gesamtrettungssystem ausgeliefert.

## Technische Daten
| Kenngröße                 | Daten                                                  |
| ------------------------- | ------------------------------------------------------ |
| Spannweite                | 8,1 m                                                  |
| Länge                     | 6,65 m                                                 |
| Höhe                      | 2,1 m                                                  |
| Kabinenbreite             | 1,24 m                                                 |
| Motorisierung             | Rotax 912 ULS (mit 100 PS) oder D-Motor LF26 mit 80 PS |
| Sitze                     | 2                                                      |
| Einsatzgebiet             | Schul-, Schlepp- und Reise-Flugzeug                    |
| Fahrwerksanordnung        | Bugradfahrwerk                                         |
| bestes Steigen            | 6,5 m/s (1250 ft/min)                                  |
| Bauweise                  | CFK/GFK (zu 95 % Carbonbauweise)                       |
| Vne                       | 250 km/h                                               |
| Vno                       | 235 km/h                                               |
| Vc (Reisegeschwindigkeit) | 215 km/h (75 % Leistung)                               |
| Vb                        | 209 km/h                                               |
| Maximaler Crosswindfaktor | 20 kt / 32 km/h                                        |
| Maximales Abfluggewicht   | 472,5 kg (technisch möglich: 600 kg)                   |
| Leergewicht               | ab 275 kg inklusive Rettung                            |
| Tankinhalt                | 87 l                                                   |
| Überziehgeschwindigkeit   | 65 km/h                                                |
| Startrollstrecke          | 120 m                                                  |
| Reichweite                | etwa 1200 km                                           |

### Rollstuhl-Version
Seit 2010 gibt es die Maschine in einer speziellen Version für Rollstuhlfahrer. Dabei ist die Steuerung so ausgelegt, dass sich nur ein Steuerknüppel in der Mitte befindet, der von beiden Sitzen bedient werden kann. Dieser ist mit einem Bremsgriff und einem speziellen Gashebel ausgerüstet. Dadurch hat der Pilot in einer Hand die Steuerung für das Höhenruder und die Querruder sowie das Gas und die Bremse. Die Betätigung des Seitenruders kann neben der üblichen Steuerung über die Pedale auch über einen zweiten Hebel mit der freien Hand erfolgen. Trimmknopf, die Schalter für die Klappen und der Sendeknopf können bedient werden, ohne die Handsteuerung für die Pedale loszulassen. 

## Zwischenfälle
Am 22. August 2022 stürzte eine im Jahr 2010 produzierte Speed Cruiser (Werknummer 008) unmittelbar nach dem Startlauf am Flugplatz Gera-Leumnitz in einen Baum und brannte aus. Der Pilot kam dabei ums Leben. Im Rahmen der Flugunfalluntersuchung stellte sich heraus, dass der Absturz durch einen Pilotenfehler verursacht wurde: Schon in geringer Flughöhe und weit vor dem vorgesehenen Querabflug flog der Pilot eine starke unkoordinierte Schiebekurve nach links, wodurch es zum Strömungsabriss kam. Dies konnte insbesondere durch ein zufällig aufgenommenes Handyvideo sowie die Aufnahmen einer Überwachungskamera eines benachbarten Autohauses rekonstruiert werden. Der Pilot war sehr unerfahren – er hatte seine Ausbildung zum Luftsportgeräteführer wenige Monate vor dem Unfall abgeschlossen und seitdem keine weitere Flugerfahrung gesammelt. Zudem ergab die Obduktion des verunfallten Piloten, dass es zusätzlich zu einem kurzzeitigen Schwächeanfall beim 64 Jahre alten Piloten gekommen sein könnte. Die Flughöhe war zu diesem Zeitpunkt mit 40 bis 50 Metern noch zu gering, um das Flugzeug wieder in eine kontrollierte Fluglage zu bringen oder das Rettungssystem effektiv zu aktivieren. Technische Einflussfaktoren, die auf das Flugzeug selbst zurückzuführen sind, konnten mit hoher Sicherheit ausgeschlossen werden.